# Mount-Lefu-Bürstenhaarmaus
Die Mount-Lefu-Bürstenhaarmaus oder Eisentrauts Bürstenhaarmaus (Lophuromys eisentrauti) ist ein wenig erforschtes Nagetier aus der Gattung der Bürstenhaarmäuse (Lophuromys). Sie ist in Kamerun endemisch. Das Artepitheton eisentrauti ehrt den deutschen Zoologen Martin Eisentraut. Die Mount-Lefu-Bürstenhaarmaus zählt zu den kleinsten Vertretern der Gattung.  

## Merkmale
Die Maß- und Merkmalsangaben sind nur vom Holotypus dokumentiert. Die Kopf-Rumpf-Länge beträgt 94 mm, die Schwanzlänge 53 mm, die Hinterfußlänge 19 mm und die Ohrenlänge 14 mm. Über das Körpergewicht liegen keine spezifischen Angaben vor. Das Fell ist ungesprenkelt. Der Rücken und die Flanken sind rotbraun, der Bauch ist hellrot. Der kurze Schwanz weist eine Länge auf, die 56 % der Kopf-Rumpf-Länge entspricht. Die Schädellänge (GLS) beträgt 26,8 mm und die Schädelbreite (GWS) 13,2 mm. Die relativ breiten Jochbogenplatten haben einen kantigen Vorderrand und eine schräg nach vorn hochgezogene Stellung.

## Systematik
Die Mount-Lefu-Bürstenhaarmaus wurde 1978 von Fritz Dieterlen als Unterart der Rostbauch-Bürstenhaarmaus (Lophuromys sikapusi) erstbeschrieben. Das Taxon ist nur von zwei Exemplaren bekannt, einem adulten Männchen und einem juvenilen oder semiadulten Tier, die 1974 von Wolfgang Böhme am Mount Lefu (oder Mount Lefo genannt) gesammelt wurden. 1992 erhielt sie von Rainer Hutterer, Dieterlen und Gerhard Nikolaus Artstatus. 1997 wurde das Taxon von Walter Verheyen und seinen Kollegen der Artengruppe von Lophuromys flavopunctatus zugeordnet, 2015 jedoch von Ara Monadjem und seinen Kollegen als Schwestertaxon der Mount-Oku-Bürstenhaarmaus (Lophuromys dieterleni)  klassifiziert, da diese beiden Spezies nur 50 Kilometer entfernt voneinander vorkommen.

## Lebensraum
Die Mount-Lefu-Bürstenhaarmaus bewohnt Bergnebelwald mit Flechten, Baumfarnen, Moosen und Bärlappgewächsen in Höhenlagen von 1800 bis 1900 m.

## Lebensweise
Über die Lebensweise dieser Art gibt es keine Informationen.

## Gefährdung und Schutz
Die Mount-Lefu-Bürstenhaarmaus wird in der IUCN Red List in der Kategorie „vom Aussterben bedroht“ (critically endangered) gelistet. Sie hat ein Verbreitungsgebiet von circa 500 km². Obwohl die Bedrohungen für diese Art nicht genau bekannt sind, ist die Hochlandregion, in der sie nachgewiesen wurde, dicht besiedelt, was zu einem entsprechenden Verlust an Lebensraum durch Abholzung, Umwandlung von Wald in landwirtschaftliche Nutzflächen und Weideland führte.